# Carl Ludwig Sigmund von Ilanor

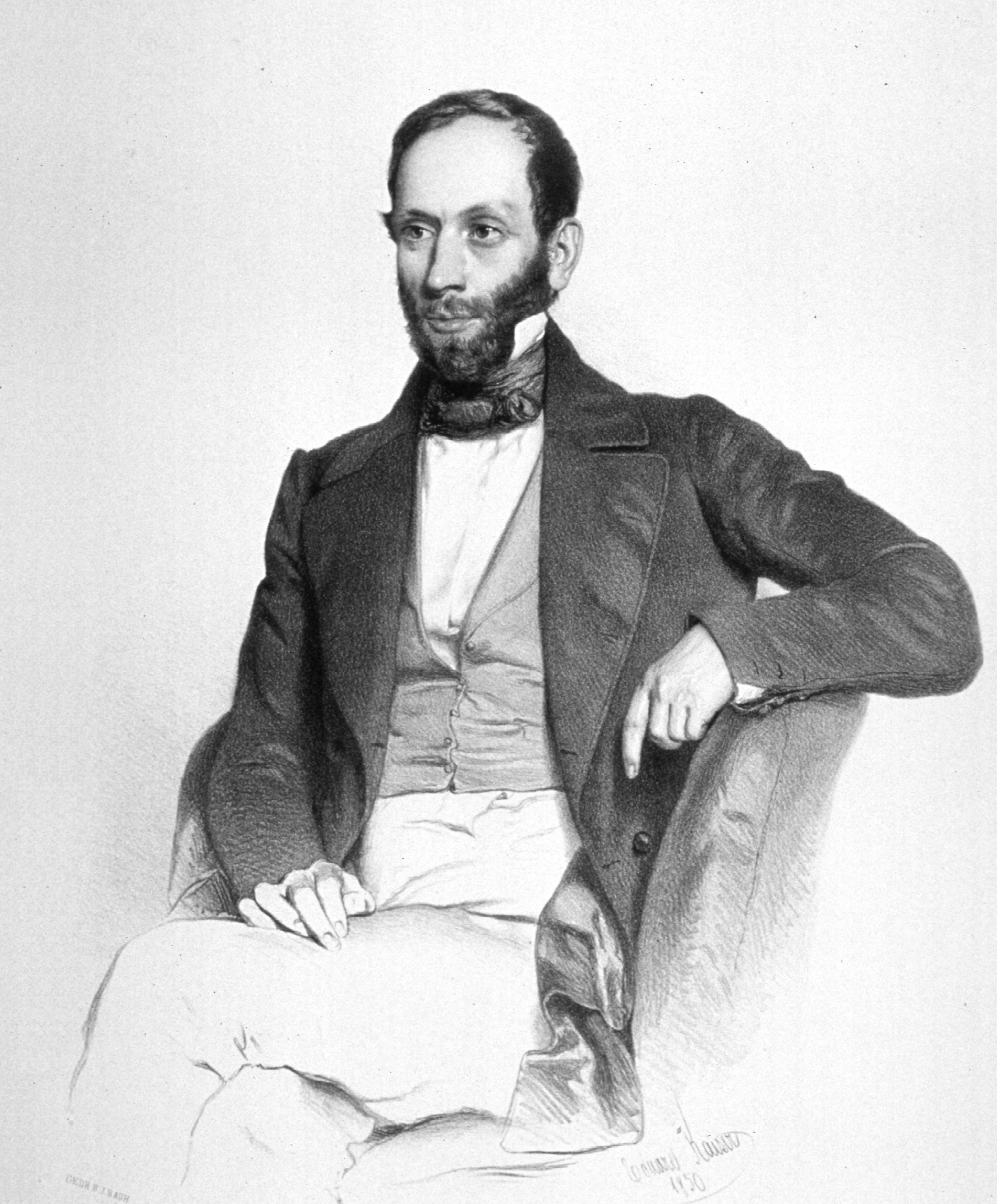
Carl Ludwig Sigmund von Ilanor, Lithographie von Eduard Kaiser, 1850

Carl Ludwig Sigmund Ritter von Ilanor (* 27. August 1810 in Schäßburg; † 1. Februar 1883 in Padua) war ein Siebenbürger Arzt, Balneologe, Syphilidologe und Ordinarius für Venerologie der Universität Wien. 

## Leben
Carl Ludwig Sigmund von Ilanor war einer der zahlreichen Siebenbürger Ärzte, die in Wien als Universitätsprofessoren gewirkt haben. Er wurde als Sohn des Denndorfer evangelischen Pfarrers Augsburgischen Bekenntnisses, Michael Sigmund, geboren. Sigmund besuchte in seiner Geburtsstadt Schäßburg das Gymnasium und wurde danach Doktor der Chirurgie sowie Magister der Augenheilkunde und Geburtshilfe an der medizinisch-chirurgischen Josephs-Akademie (Josephinum) in Wien. 1837 promovierte er in Budapest zum Doktor der Medizin. 1842 wurde er Primarwundarzt am Wiener Allgemeinen Krankenhaus, 1844 Dozent mit Vorlesungen über theoretische Chirurgie, Instrumenten- und Bandagenlehre. 1848 setzte er die Separierung der syphilitischen Station durch und wurde 1849 ordentlicher Professor der aus dieser Station entstandenen Klinik. Sigmund war Anhänger von Ignaz Semmelweis und setzte dessen Erkenntnisse in seiner Klinik um. 1837 schrieb Sigmund eine Arbeit über „Die italienischen See-Sanitätsanstalten und allgemeinen Reformanträge“, die der Wiener Internationalen Sanitäts-Konferenz, einer Vorläuferin der Weltgesundheitsorganisation, vorgelegt wurde und zum Entwurf einer „Internationalen Sanitätsconvention“ führte. 1856 stellte Sigmund den Antrag zur Bildung eines Komitees für medizinische Statistik, zu dem auch der Mediziner Andreas Witlacil (1817–1905) hinzugezogen wurde. Sigmund verfasste auch zahlreiche balneologische Schriften. 1866 wurde Sigmund mit dem Prädikat „von Ilanor“ geadelt, 1871 in den österreichischen Ritterstand erhoben und 1878 zum Hofrat ernannt. Carl Ludwig Sigmund von Ilanor war verheiratet mit einer der Töchter des Siebenbürger Chemikers Paul Traugott Meißner. Er verstarb in Padua, wo er bei seiner ältesten Tochter zu Besuch weilte.
Erna Lesky bezeichnete Sigmund von Ilanor als Sozialhygieniker großen Stils.

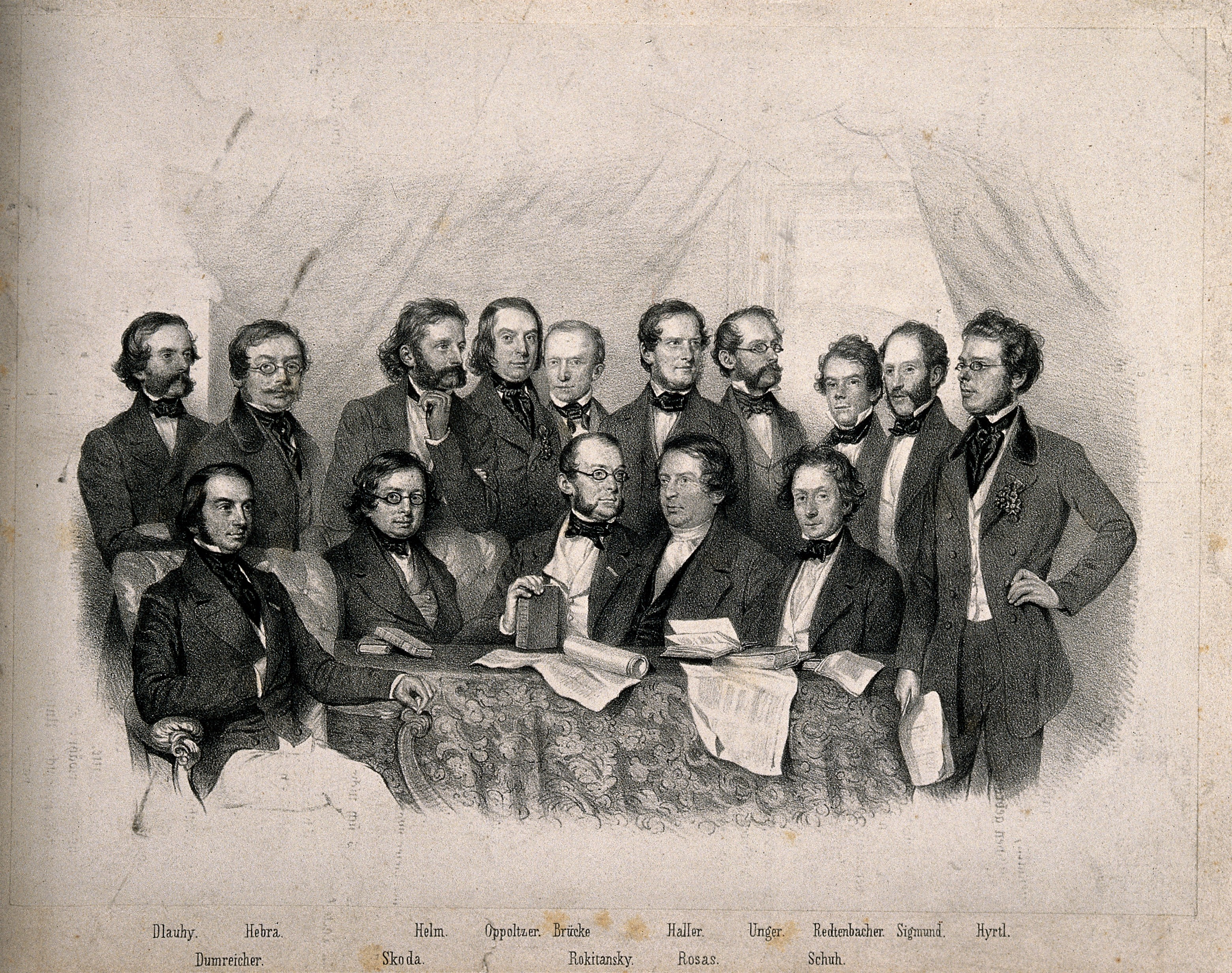
Medizinisches Professorenkollegium Wien 1853. Sigmund hintere Reihe, 2. v. links. Lithograph Wellcome V0006770

## Ehrungen
Sigmund von Ilanor war ordentliches, korrespondierendes oder Ehrenmitglied der Akademien und wissenschaftlichen Vereinigungen von Athen, Berlin, Brüssel, Edinburgh, Dresden, Erlangen, Florenz, Halle, Hamburg, Hermannstadt, Jassy, Leipzig, London, München, New York, Budapest, Paris, St. Petersburg, Stockholm, Turin, Warschau und Wien. 

## Werke (Auswahl)
- Füred's Mineralquellen und der Plattensee, Pest 1837.
- Zur Pest- und Quarantänefrage, 1848.
- Südliche klimatische Curorte mit besonderer Rücksicht auf Pisa, Nizza und die Riviera, Venedig, Meran und Gries, Braumüller Wien 1859.
- Die Einreibungskur mit grauer Quecksilbersalbe bei Syphilisformen, Braumüller Wien 1866.
- Syphilis und venerische Geschwürsformen, 1870.